# Arthur Lipsch
Arthur Lipsch (* 29. Juli 1916 in Wicklitz bei Aussig; † 17. September 2006 in Halle (Saale)) war ein deutsch-österreichischer Gebrauchsgrafiker und Plakatkünstler.

## Leben
Lipsch begann 1933 eine dreijährige Lehre als Grafischer Zeichner. Danach studierte er von 1936 bis 1939 an der Akademie für angewandte Kunst in Dresden. Er war dort ein Schüler von Arno Drescher. Mit Eintritt des Zweiten Weltkriegs leistete er seinen Militärdienst ab und geriet in Gefangenschaft. Nach seiner Entlassung 1949 arbeitete er als Gebrauchsgrafiker im KWU Verkehrs- und Werbebüro Halle. Ab 1952 wirkte er als freischaffender Künstler in Halle. Er war Mitglied des Verbandes Bildender Künstler der DDR. 1957 stellte er in der Staatlichen Galerie Moritzburg aus, 1958 bei der DKA (Deutsche Kunstausstellung) in Dresden sowie 1974 und 1979 bei der BKA Halle.